# Strandella yaginumai
Strandella yaginumai là một loài nhện trong họ Linyphiidae.
Loài này thuộc chi Strandella. Strandella yaginumai được Kendo Saito miêu tả năm 1982.